# المعهد الثقافي الإيطالي بالجزائر
المعهد الثقافي الإيطالي بالجزائر هو أحد أهم الفروع الإدارية التابعة لسفارة إيطاليا بالجزائر حيث يعمل على نشر الثقافة الإيطالية وتعريفها لدى الجزائريين إضافة لتعزيز فرص التعاون وتبادل الخبرات والتجارب بين البلدين كما يعمل أيضا على المشاريع الثقافية بين البلدين.

## دوروأهداف المعهد
- نشر وتعميم اللغة الإيطالية
- تنظيم النشاطات الثقافية والفنية من سينما موسيقى ومسرح ورقص مثل الأسبوع الثقافي الإيطالي بالجزائر[2]
- دعم وإقامة شراكة بين الفاعلين الثقافيين الجزائريين مثل شراكة مهرجان سيدي امحمد بن عودة الدولي للفيلم الوثائقي

## مدراء المعهد
- أنطونيا جراند.[3][4]